# 生靈

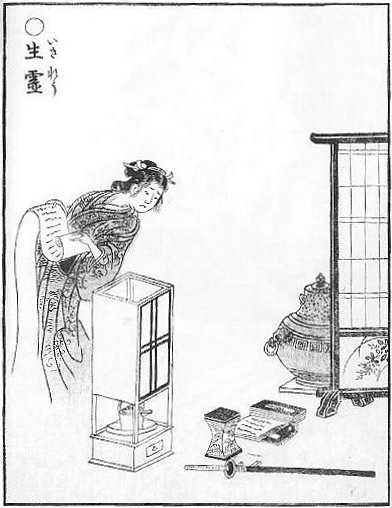
鳥山石燕『畫圖百鬼夜行』「生靈」

生靈（いきりょう、しょうりょう、せいれい、いきすだま）是活著的人的靈魂出竅。對義的是死靈。

## 概要
自古以來人們相信人的靈（魂）可以自由離開身體，在許多文學作品或傳說可見生靈的記述。根據廣辭苑的解釋，生靈是活著的人的怨靈作祟，實際上也有因為怨恨以外的理由附身在他人身上的傳說，或是瀕死的人的靈（魂）成為生靈前往探望親人之例。

## 古典文學

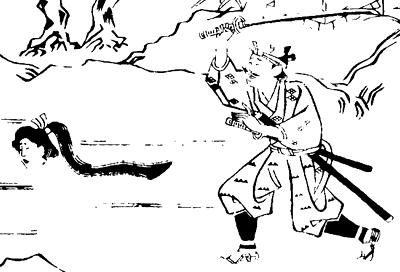
『曾呂利物語』「女之妄念迷步之事」

最有名的是古典文學『源氏物語』（平安時代中期成立）的六條御息所，源氏的戀人六條御息所化為生靈，殺害身懷源氏之子的葵之上的故事，被改編成能樂『葵上』。
另外，『今昔物語集』（平安末期成立）有近江國的生靈來京都殺人的故事。寛文時代的怪談集『曾呂利物語』也有女人的生靈化為拔首徘徊的故事。

## 民間信仰
在日本全國可見瀕死的人的靈（魂）成為生靈的傳說。在青森縣西津輕郡、秋田縣仙北郡、柳田國男的著書『遠野物語拾遺』中的岩手縣遠野地方等地都有類似記載。

## 疾病

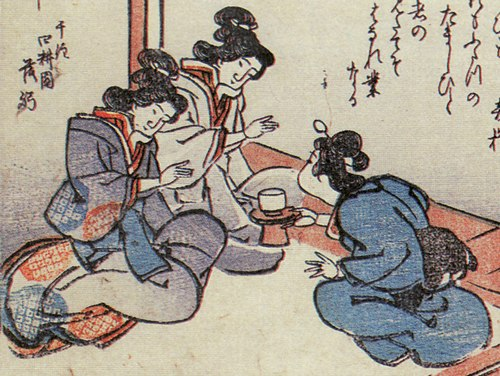
龍齋閑人正澄畫『狂歌百物語』「離魂病」。左側女性的身旁隣出現生靈。

江戶時代，出現生靈被視為一種令人害怕的疾病，稱作「離魂病」、「影之病」等。有目撃和自己一模一樣的生靈的類似超常現象分身等體驗談。

## 類似生靈的行為現象
「丑之刻參拜」是丑之刻在神木打釘，變化為鬼，向怨恨的對象使用鬼之力作祟。另外，類似的還有瀕死經驗、靈魂出竅的體驗。

## 脚注
1. ↑  池田 1959，第186-190頁
2. ↑  今野 1969，第64-98頁
3. ↑  新村出編 『廣辭苑』 岩波書店、1991年、第4版、122頁。ISBN 978-4-00-080101-0
4. ↑  今野 1969，第69頁